# Goniobranchus reticulatus
Goniobranchus reticulatus (Quoy & Gaimard, 1832) è un  mollusco nudibranchio appartenente alla famiglia Chromodorididae.